# Milwaukee Bucks 1971-1972
La stagione 1971-72 dei Milwaukee Bucks fu la 4ª nella NBA per la franchigia.
I Milwaukee Bucks vinsero la Midwest Division della Western Conference con un record di 63-19. Nei play-off vinsero la semifinale di conference con i Golden State Warriors (4-1), perdendo poi la finale di conference con i Los Angeles Lakers (4-2).

## Roster
| N°    | Naz.                   | Ruolo | Sportivo            | Anno | Alt. | Peso |
| ----- | ---------------------- | ----- | ------------------- | ---- | ---- | ---- |
| 1     | Stati Uniti (bandiera) | GA    | Oscar Robertson     | 1938 | 196  | 93   |
| 4     | Stati Uniti (bandiera) | A     | Greg Smith          | 1947 | 196  | 88   |
| 6     | Stati Uniti (bandiera) | G     | Charlie Lowery      | 1949 | 191  | 84   |
| 7     | Stati Uniti (bandiera) | AC    | Toby Kimball        | 1942 | 198  | 100  |
| 8     | Stati Uniti (bandiera) | G     | Jeff Webb           | 1948 | 193  | 77   |
| 9     | Stati Uniti (bandiera) | AC    | McCoy McLemore      | 1942 | 201  | 104  |
| 10    | Stati Uniti (bandiera) | GA    | Bob Dandridge       | 1947 | 198  | 88   |
| 12-24 | Stati Uniti (bandiera) | G     | Wali Jones          | 1942 | 188  | 82   |
| 14    | Stati Uniti (bandiera) | GA    | Jon McGlocklin      | 1943 | 196  | 93   |
| 18    | Stati Uniti (bandiera) | A     | Curtis Perry        | 1948 | 201  | 100  |
| 20    | Stati Uniti (bandiera) | A     | Bill Dinwiddie      | 1943 | 201  | 100  |
| 33    | Stati Uniti (bandiera) | C     | Kareem Abdul-Jabbar | 1947 | 218  | 102  |
| 34    | Stati Uniti (bandiera) | AC    | John Block          | 1944 | 206  | 94   |
| 42    | Stati Uniti (bandiera) | G     | Lucius Allen        | 1947 | 188  | 79   |
| 50    | Stati Uniti (bandiera) | C     | Barry Nelson        | 1949 | 208  | 104  |

## Staff tecnico
- Allenatore: Larry Costello